# 아침 (음악 그룹)
아침(Achim)은 대한민국의 팝 재즈 그룹이다. 1집을 발표한 1992년부터 활동했고 작, 편곡가, 음반 프로듀서로 활동하는 유정연, 재즈 피아니스트 이영경 두명으로 구성. 1994년 미국 필라델피아에서 레코딩하고 2021년에 발매한 2집은 유정연이 홀로 제작한 앨범이다. 당시 이영경은 박광현과 그룹 '데이지' 멤버로 활동을 하고 있었고 결과적으로 그룹 아침을 탈퇴하였다. 현재 그룹 아침은 유정연의 단독 프로젝트 그룹이다.

## 구성원
- 유정연 (바이올린, 보컬, 컴퓨터 프로그래밍, 키보드)
- 이영경 (피아노)(탈퇴)

## 음악 활동
- 1991년에 작곡가 유정연과  재즈 피아니스트 이영경이 결성한  2인조 그룹 .[1]
- 1992년 1집 Land Of Morning Calm 음반을 발표 . 주로 FM 라디오를 통해 활동하였다.
- 선화 예술 중학교, 선화 예술 고등학교, 서울 대학교 음악 대학까지 줄곧 선후배 관계였던 둘은 각자 개인 음악 활동중 1991년에 의기투합하여 그룹을 결성하여 팝음악과 재즈를 결합한 새로운 스타일의 대중음악을 하였다.
- 그룹 아침의 앨범 수록곡에서 가수 윤건이 "사랑했던 기억으로", 가수 박효신이 "숙녀예찬"을 각각 리메이크하여 음반을 발표하였다
- 2021년 3월 아침 2집 Philadelphia Session 1994 발매 (NWA MUSIC). 이 앨범은 1994년 미국 필라델피아의 모닝 스타 스튜디오에서 레코딩한 음반으로 제임스 로이드 James Lloyd, 제프 리 존슨 Jef Lee Johnson, 찰스 펨브로우 Charles Fambrough, 빌 오코넬 Bill O'Connell 등 뉴욕, 필라델피아의 유명 뮤지션들과 함께 레코딩하였다. 믹싱은 글렌 바랏 Glenn Barratt, 마스터링은 Bobby Hata가 하였다. 1995년에 보컬 후반작업을 한국에서 다시 진행하였고 레코딩,믹싱을 사운드 엔지니어 임창덕이 하였다
- 2021년 7월 10일 아침 2집 발매 콘서트를 서교동의 구름아래 소극장에서 하였다. 스페셜 게스트로 김현철, 빛과 소금, 대니정이 출연하였다.세션으로는 임미정 (피아노), 황이현 (기타), 최원혁 (베이스), 이도헌 (드럼), 김미은 (키보드), 효기, 박호정 (코러스)이 참가하였다.

## 대표곡
- "사랑했던 기억으로" 보관됨 2016-03-12 - 웨이백 머신
- "숙녀 예찬"[깨진 링크(과거 내용 찾기)]
- "소중한 사람아
- "나의길 (OST 보고 또 보고)
- "너를 사랑했던걸

## 아침 1집 수록곡
- 앨범 타이틀 : Land Of Morning Calm

1. 아침의 나라 (연주곡) (작곡,편곡 이영경)
2. 잃어버린 그대 (작사 박주연 작곡,편곡 유정연)
3. 사랑했던 기억으로 (작사 김경아 작곡,편곡 심상원)
4. 오! 멜로디카 (작사 유정연 작곡 유정연,이영경   편곡 유정연,이영경 )
5. 그대 숨쉬는 그 순간까지 (작사 박주연 작곡,편곡 유정연)
6. 숙녀예찬 (작사 유정연 작곡 유정연,이영경    편곡 유정연,이영경)
7. 소중한 사람 (작곡,작사,편곡 유정연)
8. 내일을 위하여 (연주곡) (작곡,편곡 이영경)

## 아침 2집 수록곡
- 앨범 타이틀 : Philadelphia Session 1994

1. 가을빛 추억 (작사,작곡,편곡 유정연)
2. 너를 사랑했던걸 (작사,작곡,편곡 유정연)
3. I Do Love You (작사,작곡,편곡 유정연)
4. 때로는 그대가 (작사 윤성희 작곡,편곡 유정연)
5. 10년만의 고백 (작사,작곡,편곡 유정연)
6. 낯선곳으로의 여행 (작사 박주연 작곡,편곡 유정연)
7. 나 네게 원한건 (작사,작곡,편곡 유정연)
8. From the beginning (작사,작곡,편곡 유정연)